# Лужицька височина

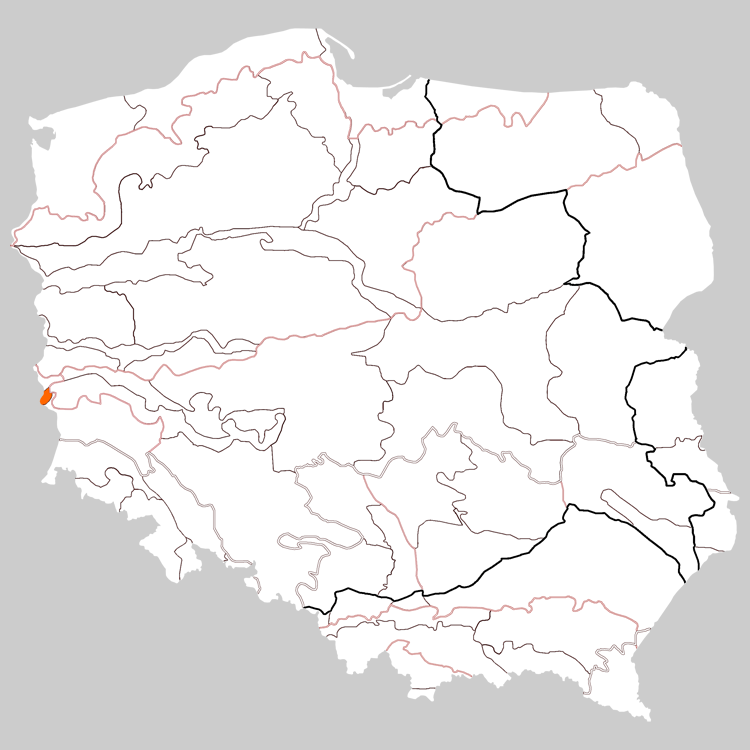
Макрорегіон на фізико-географічній карті Польщі

Лу́жицька височина́ (пол. Wzniesienia Łużyckie, нім. Lausitzer Grenzwall, влуж. Łužiska wuhroda) (317.4) — фізико-географічний макрорегіон у східній Німеччині та західній Польщі, східна частина Саксонсько-Лужицьких низовин.
У Польщі знаходиться лише один мезорегіон: Мускауський хребет (пол. Wał Mużakowski, нім. Muskauer Hügel)